# Прапор Острогозька
Прапор Острогозька — прапор міста Острогозьк Острогозького району Воронезької області.

## Опис
«Прапор міста Острогозька являє собою прямокутне зелене полотнище з жовтою смугою вздовж нижньої сторони полотнища розміру 1/8 довжини, зі співвідношенням ширини до довжини 2:3, що відтворює композицію гербового щита».

## Символіка
Прапор міста Острогозька розроблений на підставі сучасного герба міста Острогозьк.
За основу герба взято історичний герб міста Острогозька, затверджений 21 вересня (2 жовтня) 1781 року, опис якого мовить:

«У зеленому полі, золотий житній сніп показує багаті жнива областей цього міста».

Жовтий колір (золото) — символ міцності, величі, багатства, інтелекту, великодушності.
Зелений колір — символ весни, радості, надії, життя, природи, а також символ здоров'я.